# 清远市
清远市，简称清，别称凤城，是中华人民共和国广东省下辖的地级市，位于广东省中部偏北。市境东邻韶关市，东南接广州市，南界佛山市，西连肇庆市、广西壮族自治区贺州市，北临湖南省永州市、郴州市。地处北江中下游，南岭山脉南麓，珠江三角洲以北。西北部为山地丘陵区，东南部为台地平原区，市境东北边缘有海拔1,902米的石坑崆，为广东省最高峰。北江纵贯市境东南部并流经城区，连江发源于北部并于英德市注入北江，是广东省面积最大的地级市，市人民政府驻清城区人民二路。
清远是珠江三角洲开放地区和粤北山区政治、经济、文化交流的主要汇集区，亦是广东省少數民族的主要聚居地。

## 名称由来
清远又称凤城，是由于清远的版图像凤凰。凤城之名还源自一传说：在清远市工人文化宫附近的一棵高大梧桐树上栖息了一窝凤凰，树下住一青年，名张易，靠泛舟为生。有一年，北江洪水泛滥，俗语云：“南雄落水洒湿石，去到韶关涨三尺，落到英德淹半壁[bek]，浸到清远佬无地[deng]（口语发音）趯[dek]（走的意思）。”可见洪水之汹猛，一下子清城水淹。张易撑着小艇到处救人，救到梧桐树下，听到凤凰吱吱喳喳，才发现水位快漫到树顶。大凤凰都出去找吃的，小凤凰翅膀还没长齐，眼看水已淹没梧桐树。张易赶紧游去树中心抱起窝里的小凤凰，但张易的脚被树的寄生藤缠住，无法脱身，只好将小凤凰放置艇中，自己却不幸被水淹没。母凤凰飞回来，见此感人一幕，觉得人为救凤凰也肯舍命相救，自己也应当完成年青人救人心愿。就伏在水面，让落水的人踩着它的背逃生，最后因体力不支，也牺牲了，化成清远两条街。所以清远看上去像一只凤凰，而凤凰牺牲的地方，称为“起凤里”，清城因此得名叫凤城。而广东有两个凤城，是因父凤凰飞回来发现爱妻已逝，伤心不已，带着爱子飞走了，飞了去顺德大良，故而顺德大良也叫凤城。

## 建置沿革

### 秦汉
秦始皇统一中国后，今清远市境分属南海郡和长沙郡；西汉汉文帝年间，置桂阳县（今连州等地），属汉桂阳郡，其余地域属赵佗称号的南越国。西汉元鼎六年（公元前111年），今清远市境的政区有：中宿县（今清城区和清新區地），隶属交趾部南海郡；桂阳、阳山、含洭、浈阳（今英德市地）县，隶属荆州桂阳郡。东汉末全境属吴国。吴甘露元年（265年），中宿等5县属新设立的荆州始兴郡。

### 南北朝
南北朝时战事不断，汉族人民大量南迁，南朝统治者为安插部属，大量增设州、郡、县。梁大同元年（546年），在含洭设西衡州，领阳山郡、梁乐郡、齐乐郡。其中阳山郡辖含洭、阳山、桂阳、广德（南梁天监五年置县，后改称广泽）等县；梁乐郡辖梁乐（今阳山县地，后改称宣乐）、洊安（县地不详）县；齐乐郡辖希平县（今连南、连山县地，后改称熙平县）；清远郡，辖中宿（ 縣治在今清遠市清新區龍頸鎮城幗村 ）、威正（ 縣治在今肇慶四會市威整鎮）廉平、恩洽、浮护等5县（后3县縣治不详），隶属广州，清远之名由此而始。浈阳县属东衡州始兴郡。

### 隋、唐、宋
隋开皇十年（590年），废清远郡及其所属的中宿等5县，置清远县、政宾县（今清新县滨江一带），隶属南海郡。废阳山郡改置连州，西衡州改名为洭州。二十年（600年），废洭州置含洭县。仁寿元年（601年），为避太子杨广名讳，广泽县改称连山县。隋大業三年（607年），清远、政宾、含洭县属广州南海郡，桂阳、阳山、连山、宣乐、洊安、熙平县属连州熙平郡。十三年（617年），省宣乐县入阳山县。
唐武德四年（621年）省熙平县入连山县。六年（623年），省政宾县入清远县。唐开元二十九年（741年），清远、浛洭、阳山3县属广州；唐天宝元年（742年），在连山县置连山郡，属岭南道，辖阳山、桂阳、连山3县。乾元元年（758年），废连山郡，置连州、连山县。
南汉乾和五年（947年），在浈阳设英州，领浈阳等县。
宋开宝四年（971年），浛洭之“洭”字与宋太祖赵匡胤之“匡”字同音忌讳，改浛洭为浛洸。乾兴元年（1022年），浈阳之“浈”字与宋仁宗赵祯之“祯”字同音忌讳，改浈阳为真阳。北宋政和元年（1111年），清远县属广南东路广州，桂阳、阳山、连山县属连州，真阳、浛洸县属英州。南宋绍兴六年（1136年），废连山县为镇，绍兴十八年复设县，改称程山县（元初又复名连山县）。南宋庆元元年（1195年），英州升为英德府，据说宋宁宗赵扩登基之前受封为英国公，相应的州是其“潜邸”之故，这是府重于州之始。

### 元、明、清
元至元十五年（1278年），英德府改为英德路总管府，属广东道，不久，又降为州，并浛洸、真阳二县入英州。
明洪武二年（1369年），英德州降格为英德县，属岭南道韶州府。十四年，连州及其所领的阳山和连山县改属广州府。
清雍正七年（1729年），连州改为直隶州，直隶广东布政司，辖阳山、连山2县。清嘉庆十八年（1813年），从清远、英德2县划地设立佛冈直隶厅，管辖清远等6县捕务。二十一年，升连山县为绥瑶直隶厅，统管“连阳”瑶务，清宣统三年（1911年）复称连山县。

### 中华民国
民国元年（1912年）和民国三年，连州和佛冈直隶厅分别改为连县和佛冈县。抗日战争期间，广东省政府曾北迁连县，今清远市各县（市、区）均属广东省第二行政督察区管辖。民国三十五年，置连南县统管瑶区。

### 中华人民共和国
1953年，连南与连山合并，称连南瑶族自治区。1954年恢复连山县建制。1955年，连南瑶族自治区改称连南瑶族自治县。1958年，连县、连南、连山、阳山4县合并，称连阳各族自治县。同年，佛冈并入从化县。1960年恢复阳山县。1961年恢复佛冈县、连县、连山县和连南瑶族自治县建制。1962年，国务院第一百一十五次会议通过恢复连山壮族瑶族自治县。建国后至1983年6月，佛冈县先后归韶关、广州、佛山管辖，英德、阳山、连县、连南、连山、清远县先后由北江临时行政委员会、韶关专区、韶关地区管辖。1983年7月，韶关实行市管县新体制，清远、佛冈两县从韶关地区划归广州市管辖。
1982年5月，清远“5.12”特大洪灾共导致206人死亡，失踪16人，受灾人口达47.95万人、占当地总人口的54.3%，经济损失接近3亿元。
1988年1月7日，国务院批准撤销清远县，设立地级清远市，原清远县分为清城、清郊两个市辖区，并划广州市属的佛冈县和韶关市属的英德县、阳山县、连县、连南瑶族自治县、连山壮族瑶族自治县为清远市所辖。
1992年，清郊区改设清新县。
1994年，英德、连县改为县级市（连县称连州市）。
2012年，清新县改设清新区。

## 气候
| 清远市气象数据（1981年至2010年） | 清远市气象数据（1981年至2010年） | 清远市气象数据（1981年至2010年） | 清远市气象数据（1981年至2010年） | 清远市气象数据（1981年至2010年） | 清远市气象数据（1981年至2010年） | 清远市气象数据（1981年至2010年） | 清远市气象数据（1981年至2010年） | 清远市气象数据（1981年至2010年） | 清远市气象数据（1981年至2010年） | 清远市气象数据（1981年至2010年） | 清远市气象数据（1981年至2010年） | 清远市气象数据（1981年至2010年） | 清远市气象数据（1981年至2010年） |
| 月份                             | 1月                              | 2月                              | 3月                              | 4月                              | 5月                              | 6月                              | 7月                              | 8月                              | 9月                              | 10月                             | 11月                             | 12月                             | 全年                             |
| -------------------------------- | -------------------------------- | -------------------------------- | -------------------------------- | -------------------------------- | -------------------------------- | -------------------------------- | -------------------------------- | -------------------------------- | -------------------------------- | -------------------------------- | -------------------------------- | -------------------------------- | -------------------------------- |
| 历史最高温 °C（°F）              | 28.6 (83.5)                      | 30.0 (86.0)                      | 33.4 (92.1)                      | 33.5 (92.3)                      | 35.0 (95.0)                      | 38.1 (100.6)                     | 39.0 (102.2)                     | 38.7 (101.7)                     | 38.2 (100.8)                     | 36.4 (97.5)                      | 33.2 (91.8)                      | 28.7 (83.7)                      | 39.0 (102.2)                     |
| 平均高温 °C（°F）                | 17.6 (63.7)                      | 18.1 (64.6)                      | 20.6 (69.1)                      | 25.2 (77.4)                      | 29.4 (84.9)                      | 31.5 (88.7)                      | 33.3 (91.9)                      | 33.4 (92.1)                      | 31.9 (89.4)                      | 29.0 (84.2)                      | 24.6 (76.3)                      | 20.1 (68.2)                      | 26.2 (79.2)                      |
| 日均气温 °C（°F）                | 13.1 (55.6)                      | 14.4 (57.9)                      | 17.2 (63.0)                      | 21.8 (71.2)                      | 25.5 (77.9)                      | 27.6 (81.7)                      | 28.9 (84.0)                      | 28.9 (84.0)                      | 27.4 (81.3)                      | 24.3 (75.7)                      | 19.5 (67.1)                      | 14.9 (58.8)                      | 22.0 (71.5)                      |
| 平均低温 °C（°F）                | 10.0 (50.0)                      | 11.8 (53.2)                      | 14.7 (58.5)                      | 19.4 (66.9)                      | 22.7 (72.9)                      | 24.9 (76.8)                      | 25.7 (78.3)                      | 25.7 (78.3)                      | 24.2 (75.6)                      | 20.8 (69.4)                      | 15.9 (60.6)                      | 11.2 (52.2)                      | 18.9 (66.1)                      |
| 历史最低温 °C（°F）              | 1.5 (34.7)                       | 2.1 (35.8)                       | 2.8 (37.0)                       | 8.7 (47.7)                       | 13.9 (57.0)                      | 18.8 (65.8)                      | 21.9 (71.4)                      | 21.8 (71.2)                      | 15.5 (59.9)                      | 10.2 (50.4)                      | 4.6 (40.3)                       | 1.1 (34.0)                       | 1.1 (34.0)                       |
| 平均降水量 mm（）                | 56.6 (2.23)                      | 88.5 (3.48)                      | 142.4 (5.61)                     | 239.4 (9.43)                     | 350.6 (13.80)                    | 391.4 (15.41)                    | 282.0 (11.10)                    | 227.0 (8.94)                     | 147.2 (5.80)                     | 62.4 (2.46)                      | 45.0 (1.77)                      | 36.7 (1.44)                      | 2,069.2 (81.47)                  |
| 平均相對濕度（％）               | 71                               | 77                               | 81                               | 83                               | 82                               | 83                               | 80                               | 79                               | 75                               | 69                               | 66                               | 65                               | 76                               |
| 来源：中国气象数据网             |                                  |                                  |                                  |                                  |                                  |                                  |                                  |                                  |                                  |                                  |                                  |                                  |                                  |

## 政治

### 现任领导
| 机构     | · 中国共产党 · 清远市委员会 | 清远市人民代表大会 常务委员会 | 清远市人民政府    | · 中国人民政治协商会议 · 清远市委员会 |
| 职务     | 书记                        | 主任                          | 市长              | 主席                                  |
| -------- | --------------------------- | ----------------------------- | ----------------- | ------------------------------------- |
| 姓名     | 殷昭举                      | 殷昭举                        | 陈金銮            | 姚楚旋                                |
| 民族     | 汉族                        | 汉族                          | 汉族              | 汉族                                  |
| 籍贯     | 安徽省砀山县                | 安徽省砀山县                  | 福建省德化县      | 广东省惠来县                          |
| 出生日期 | 1972年7月（53歲）           | 1972年7月（53歲）             | 1981年3月（44歲） | 1967年2月（58歲）                     |
| 就任日期 | 2020年9月                   | 2021年1月                     | 2025年1月         | 2022年1月                             |

### 历任领导
| 市委书记 - 蔡森林（1988年1月－1993年4月） - 骆雁秋（1993年4月－1998年10月） - 梁戈文（1998年10月－2002年4月） - 陈用志（2002年4月－2008年1月） - 陈家记（2008年2月－2011年10月） - 葛长伟（2011年10月－2018年3月） - 郭锋（2018年4月－2020年9月） - 殷昭举（2020年9月－） | 市长 - 张超崇（1988年1月－1990年5月） - 骆雁秋（1990年5月－1993年3月） - 陈权（1993年3月－1996年2月） - 梁戈文（1996年2月－1998年10月） - 柳锦州（1998年10月－2001年3月） - 陈用志（2001年3月－2002年4月） - 刘志庚（2002年4月－2004年2月） - 陈家记（2004年4月－2008年2月） - 徐萍华（2008年3月－2011年2月） - 葛长伟（2011年2月－2011年10月） - 江凌（2011年10月－2015年1月） - 郭锋（2015年2月－2018年4月） - 黄喜忠（2018年4月－2020年1月） - 马正勇（2020年1月－2021年8月） - 温文星（2021年11月－2025年1月） - 陈金銮（2025年1月－） |

### 行政區劃
清远市现辖2个市辖区、2个县、2个自治县，代管2个县级市。
- 市辖区：清城区、清新区
- 县级市：英德市、连州市
- 县：佛冈县、阳山县
- 自治县：连山壮族瑶族自治县、连南瑶族自治县

## 人口
根据2020年第七次全国人口普查，全市常住人口为3,969,473人。同第六次全国人口普查的3,698,412人相比，十年共增加了271,061人，增长7.33%，年平均增长率为0.71%。其中，男性人口为2,061,098人，占总人口的51.92%；女性人口为1,908,375人，占总人口的48.08%。总人口性别比（以女性为100）为108。0－14岁的人口为926,143人，占总人口的23.33%；15－59岁的人口为2,395,051人，占总人口的60.34%；60岁及以上的人口为648,279人，占总人口的16.33%，其中65岁及以上的人口为461,190人，占总人口的11.62%。居住在城镇的人口为2,163,209人，占总人口的54.5%；居住在乡村的人口为1,806,264人，占总人口的45.5%。
截至2021年底，清远市户籍人口451.8万人，比上年增加1.9万人，增长0.4%，其中男性人口234.6万人，女性人口217.3万人。

### 民族
全市常住人口中，汉族人口为3,778,532人，占95.19%；各少数民族人口为190,941人，占4.81%。其中，瑶族人口为107,574人，占2.71%；壮族人口为61,474人，占1.55%；与2010年第六次全国人口普查相比，汉族人口增加237,464人，增长6.71%，占总人口比例下降0.56个百分点；各少数民族人口增加33,597人，增长21.35%，占总人口比例增加0.56个百分点。其中，瑶族人口增加11,821人，增长12.35%，占总人口比例增加0.12个百分点；壮族人口增加11,217人，增长22.32%，占总人口比例增加0.19个百分点。

## 經濟
2018年全市地区生产总值1565.2亿元，增长4.0%。其中，第一产业增加至231.3亿元，增长4.6%；第二产业增加至542.9亿元，增长6.5%；第三产业增加至791.0亿元，增长1.9%。三次产业结构为14.8:34.7:50.5。全市人均地区生产总值40476元，按年平均汇率折算为6117美元。

## 交通
- 铁路：京广铁路、京广高速铁路、广清城际[16]

 、清远磁浮(暂未开通)

- 高速公路： 京港澳高速、 许广高速、 乐广高速、 汕昆高速、 二广高速、 广连高速、 汕湛高速、 佛清从高速
- 公路： 106国道、 107国道、 323国道、 240国道、 355国道
- 水运：北江干流航运
- 公共交通：清城区与清新区内有多条巴士线路，可去往市区各处及清新区部分乡镇，由粤运巴士运营

## 教育
清远市教育局直属公立学校：
1. 幼儿园：清远市实验幼儿园(原清远市直属机关幼儿园)和新北江幼儿园
2. 高级中学：清远市第一中学，清远市第二中学，清远市第三中学，清远市华侨中学，清远市源潭中学、清远市梓琛中学
3. 中等专业学校：清远市职业技术学校、清远工贸职业技术学校
4. 特殊教育学校：清远市特殊教育学校

高等学校：
- 广东金融学院清远校区
- 清远职业技术学院
- 广东南华工商职业学院清远校区
- 广东岭南职业技术学院清远校区
- 广东碧桂园职业学院

省级职教基地5所高校：
- 广东交通职业技术学院清远校区[22]
- 广东科贸职业学院[23]
- 广东建设职业技术学院[24]
- 广东工程职业技术学院清远校区[25]
- 广东财贸职业学院北校区[26]

## 旅遊

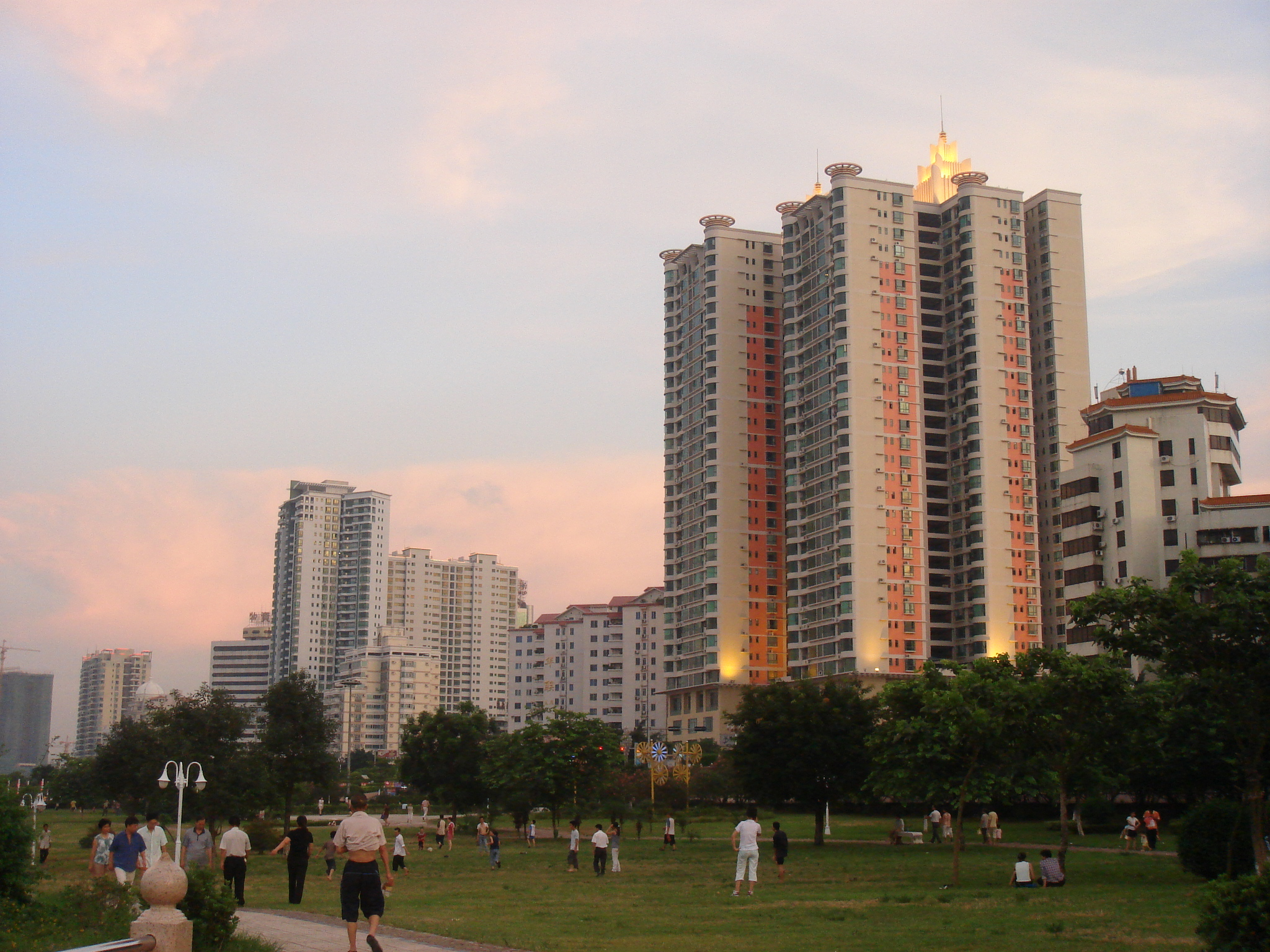
清远江滨公园

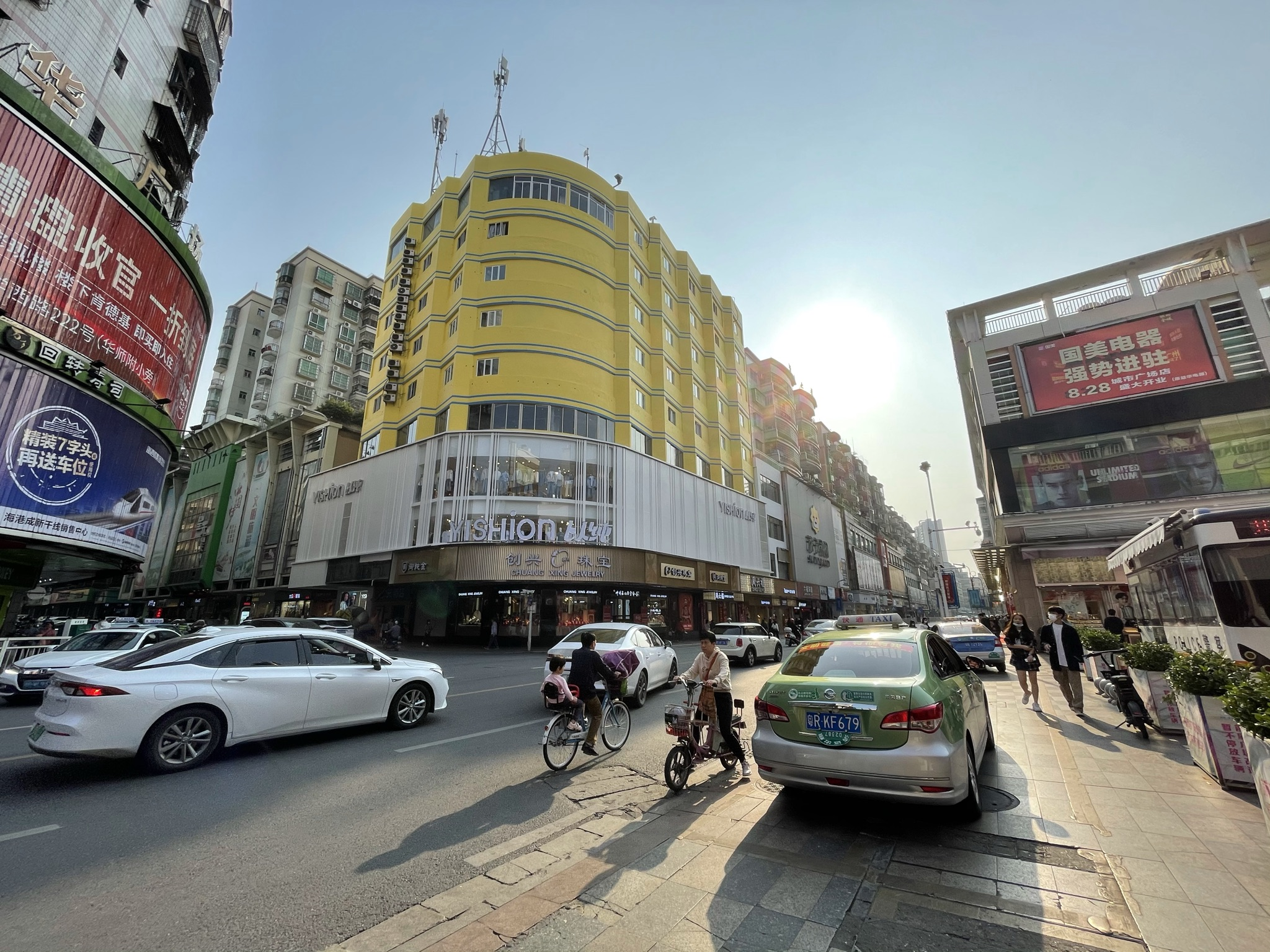
先锋中路 清远的商业中心

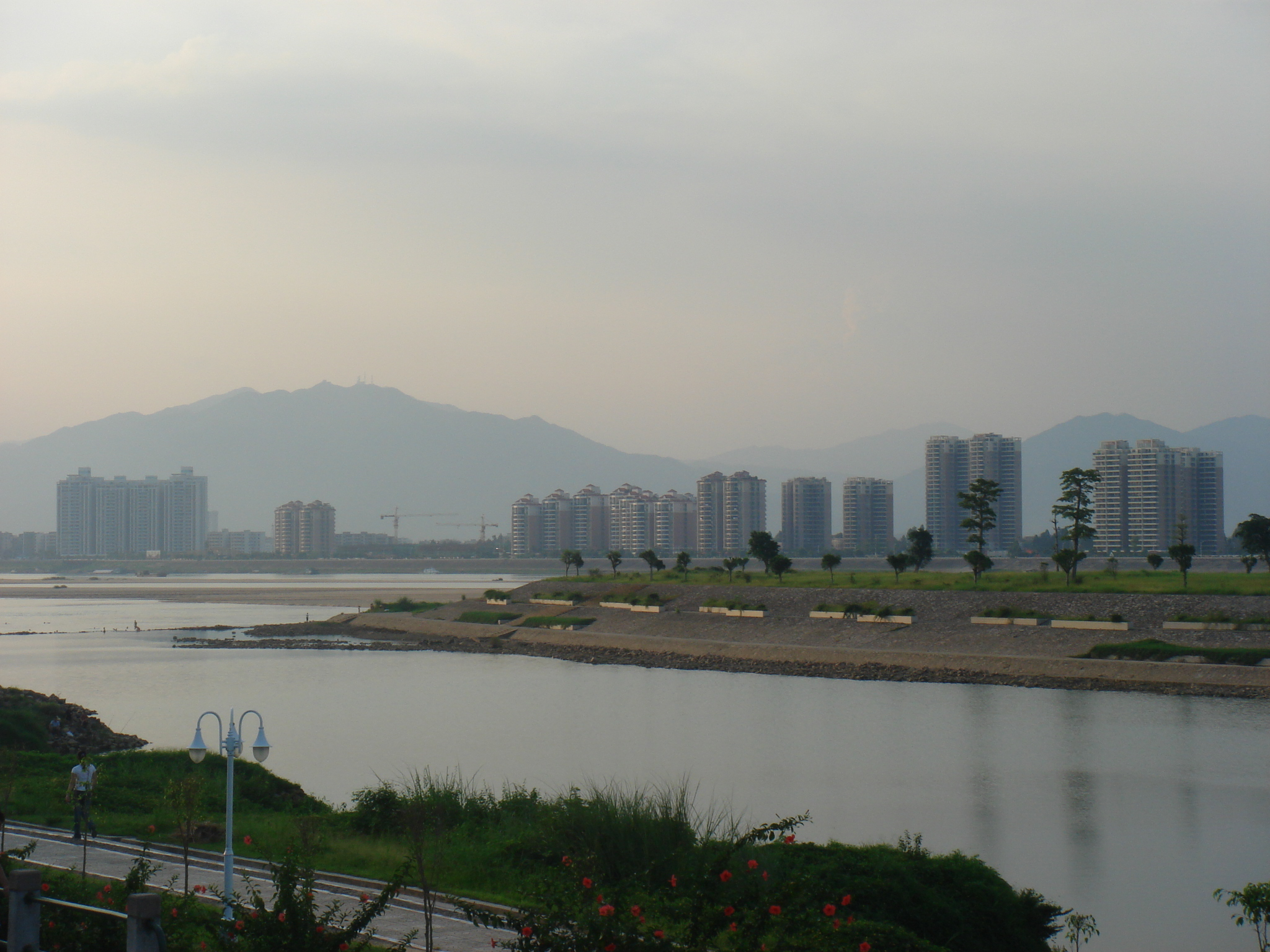
清远新城区

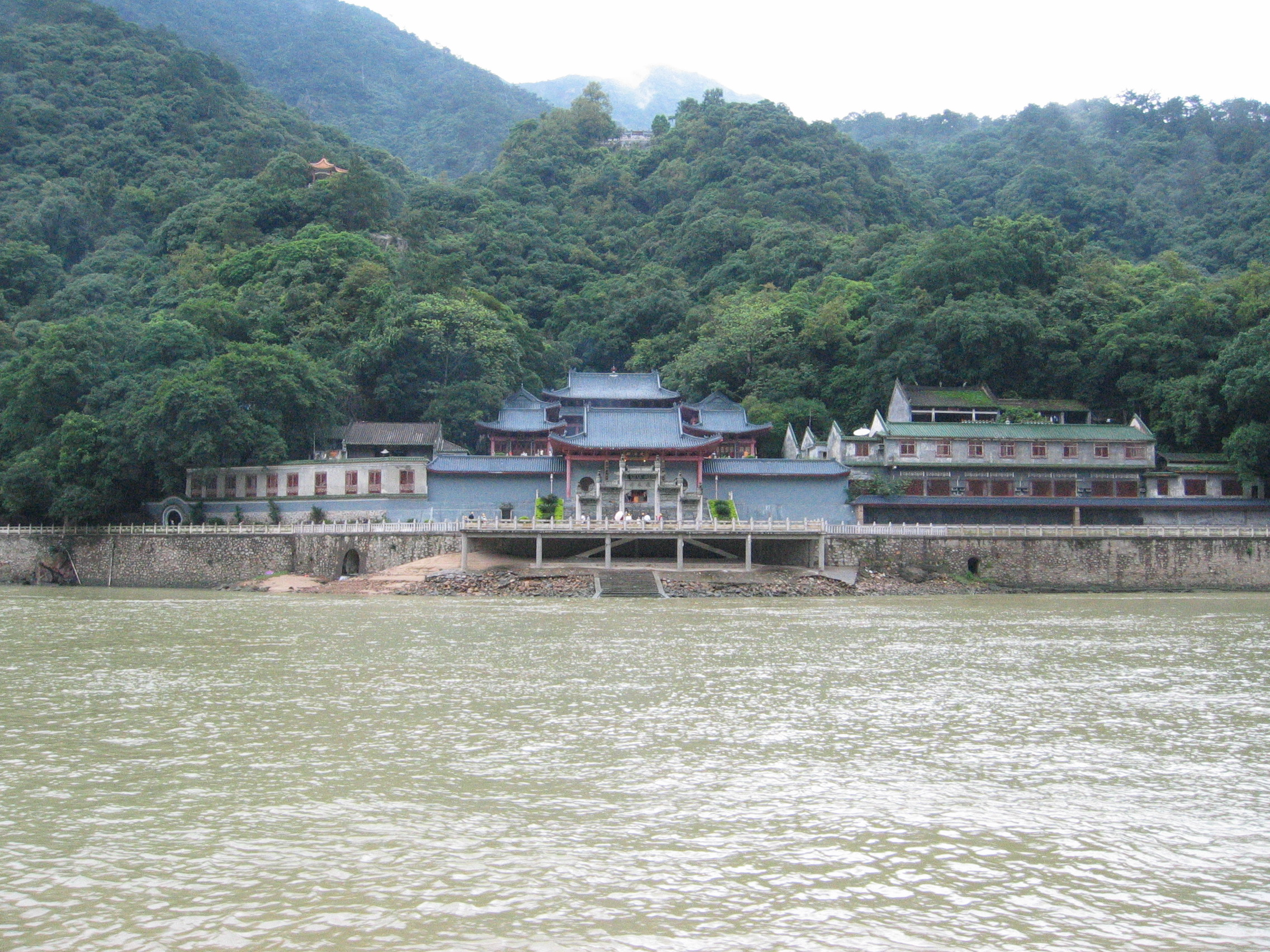
清远飞来寺

### 全国重点文物保护单位
- 慧光塔

### 名勝古蹟
- 银盏长隆
- 飞来寺
- 飞霞风景区
- 英德宝晶宫
- 英德仙桥地下河
- 英德通天岩
- 连州地下河
- 连州湟川三峡
- 黄龙峡漂流
- 银盏谷
- 故乡里
- 新银盏温泉
- 长青果园
- 黄腾峡漂流
- 石角丹霞地貌
- 牛鱼嘴
- 明霞古洞
- 农科大观园
- 清羡园
- 飞来岛度假村
- 飞来峡水利枢纽
- 田园牧歌
- 天子山景区
- 桃源生态旅游区
- 高田碧水滩漂流
- 古龙峡生态旅游
- 五星漂流度假区
- 清新温矿泉
- 名将体育俱乐部
- 笔架山旅游区
- 薰衣草世界
- 六甲金龙洞
- 太和古洞风景区
- 鸸鹋生态园
- 碧沙洲风景区
- 玄真古洞旅游区
- 潭岭天湖
- 连州福山
- 慧光塔
- 静福寒林
- 丰溪古庙
- 清虚观
- 云涛九派
- 燕喜亭
- 燕喜山摩崖石刻
- 黄花湖温泉度假区
- 斑龙生态科技园
- 羊角山漂流
- 石联风景区
- 颐和温泉度假山庄
- 聚龙湾天然温泉
- 天泉度假村
- 广东第一峰
- 玉龙宫
- 贤令山
- 水口小桂林
- 北山古寺
- 三条勒
- 清远市博物馆
- 清远贤令山
- 连南瑶山篝火晚会
- 连南南岗千年瑶寨
- 连南三排瑶寨
- 界河瑶家竹排游
- 鹰扬关
- 连山大旭山瀑布群
- 广东九寨沟
- 连山天鹅湖
- 连山金鸡山
- 连山马头山
- 连山木碌冲淘金
- 连山吊脚楼

## 特產
- 清遠雞：原產於清远市清新县，2010年6月被认定为国家地理标志产品。[27]
- 西牛麻竹笋
- 白茶
- 笔架茶
- 乌中鹅
- 英德红茶
- 连州菜心

## 友好城市
- 美国布里奇波特[28]